# Neotemplářství

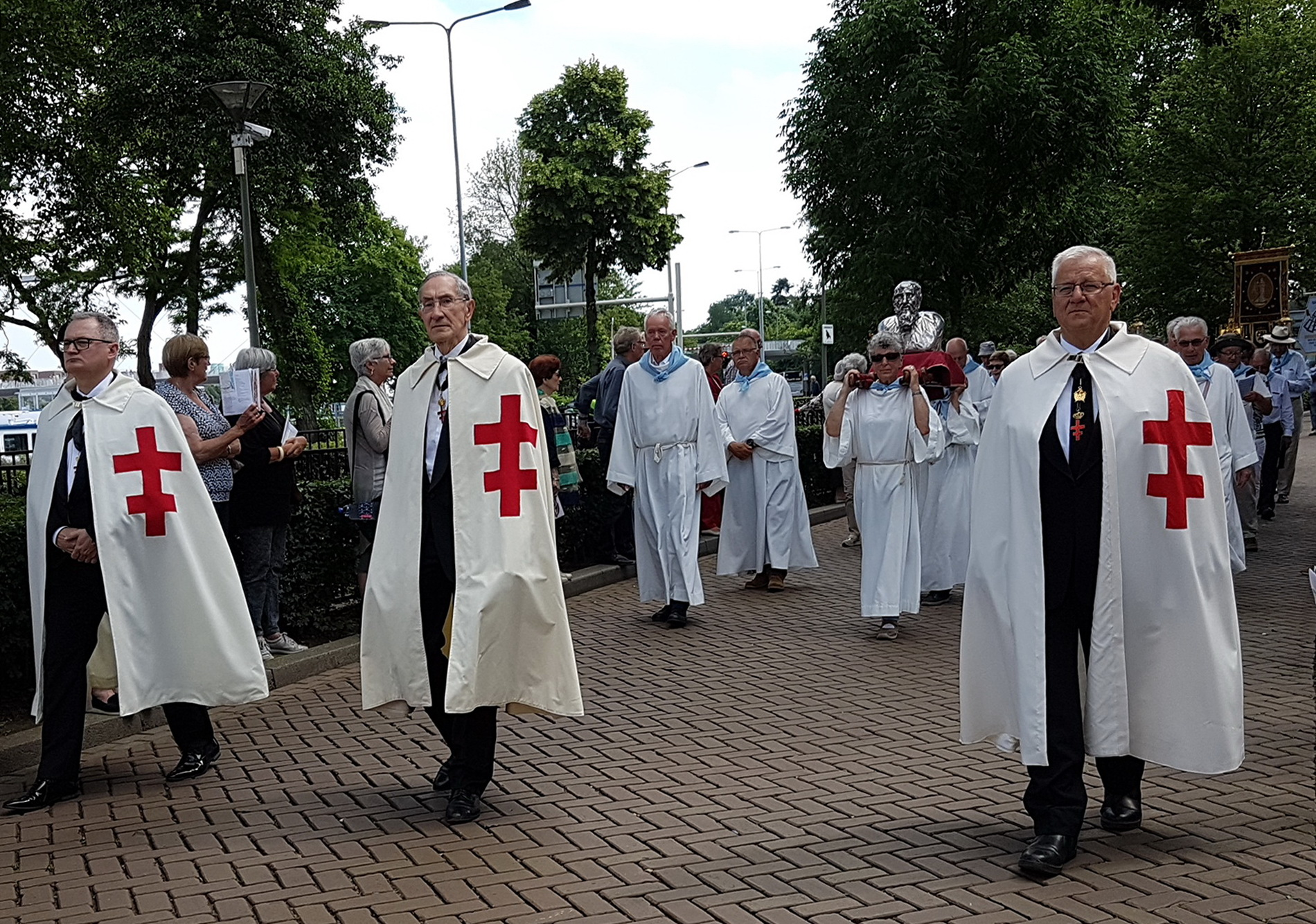
Průvod novodobých templářů z organizace OSMTH v nizozemském Maastrichtu, 2018

Neotemplářství je souhrnné označení pro náboženská hnutí a řády, která se považují za pokračovatele templářského řádu zaniklého roku 1312. Některé takové organizace jsou křesťanskými dobročinnými spolky či společenskými kluby, jiné mají více esoterní charakter. Ve svobodném zednářství se objevuje neotemplářství většinou na symbolické rovině a nehraje větší roli, jiná hnutí chápají svůj templářský více doslovně a lze je zpravidla řadit mezi New Age.

## Historie
Zájem o templářský řád vycházel z trvající obliby rytířského románu a obecně idealizovaným obrazem středověkého rytířství v raně novověké Evropě. V nově vznikajícím vícestupňovém zednářství se tak objevily tituly jako „rytíř východu“ nebo „rytíř templu“. Významný člen tohoto hnutí Andrew Michael Ramsay (1686–1743) prohlásil zednáře za následovníky křižáků, od 30. let 18. století bylo hnutí už přímo přirovnáváno k templářům.
Německý zednářský řád Striktní observance který založil v 50. letech 18. století Karl Gotthelf von Hund (1722–1776), který prohlašoval, že zednářství  je přeživším templářským řádem vedeným „Neznámými nadřízenými“. Jean-Baptiste Willermoz (1730–1824), martinista se zájem o theurgickou magii, v roce 1773 založil lyonskou lóži Striktní observance, martinismus, neotemplářství a zednářství pak bylo východiskem i jeho Régime ecossais rectifié – Obnoveného skotského ritu, který však téměř zanikl během francouzské revoluce.
Roku 1804 založil ve Francii Bernard-Raymond Fabré-Palaprat (1773–1838) l'Ordre du Temple neboli „Templářský řád“, který brzy odmítl své spojení se zednářstvím. Řád byl velmi populární v první polovině 19. století, ale později zcela zanikl. Německo-britský magický řád Ordo Templi Orientis považoval za tajemství templářů sexuální magii a své templářské období měl i francouzský okultista René Guenón (1886–1951). V Německu roku 1907 založil ariosof Lanz von Liebenfels Ordo Novi Templi „Řád nových templářů“, který měl sdružovat „árijské hrdiny“.
Esoterik Jacques Breyer (1922–1996) po svém mystickém zážitku na hradě Arginy v roce 1952 založil Ordre Souverain du Temple Solaire (Suverénní řád Chrámu Slunce, OSTS) a dovolával se „Mistrů chrámu“, zesnulých mistrů templářského řádu, kteří k němu měli hovořit. Raymond Bernard (1923–2006), později založil Ordre Renove du Temple (Obnovený řád Chrámu, ORT). Na počátku 80. let probíhaly pokusy o sloučení obou řádů, ale po rozkolu v roce 1983  se od ORT odštěpil Ordre du Temple Solaire (Řád chrámu slunce). Řád chrámu slunce se stal neblaze proslulým poté co v říjnu 1994 ve Švýcarsku a Kanadě spáchalo sebevraždu 53 jeho členů, v menším rozsahu se tyto události opakovali roku 1995 ve Francii a v Kanadě v roce 1997.

## Seznam neotemplářských řádů
| znak | vlajka | název                                                                                       | zkratka     | doba trvání                                               | typ organizace                                                          | sídlo, země původu                         |
| ---- | ------ | ------------------------------------------------------------------------------------------- | ----------- | --------------------------------------------------------- | ----------------------------------------------------------------------- | ------------------------------------------ |
|      |        | Suverénní vojenský řád Jeruzalémského chrámu Ordo Supremus Militaris Templi Hierosolymitani | OSMTH OSMTJ | 1805 – údajné uznání císařem Napoleonem 1932 – registrace | charitativní nevládní organizace (ekumenický rytířský řád)              | Francie Belgie (sídlo) Švýcarsko (centrum) |
|      |        | Katoličtí templáři z Itálie Templari Cattolici d'Italia                                     |             | současnost                                                | soukromá asociace v římskokatolické církvi (katolický rytířský řád)     | Itálie Vatikán                             |
|      |        | Militia Templi Christi Pauperum Militum Ordo                                                |             | 1979–současnost                                           | soukromá asociace laiků římskokatolické církve (katolický rytířský řád) | Itálie                                     |
|      |        | Tadzrelebi (gruzínští templáři)                                                             |             | současnost                                                | gruzínské sdružení (pravoslavný rytířský řád)                           | Gruzie                                     |

- různé organizace po celém světě snažící se navazovat na odkaz zaniklých templářů: Autonomní velkopřevorství Skotska (The Autonomous Grand Priory of Scotland), Velkopřevorství templářů ve Skotsku (The Grand Priory of the Knights Templar in Scotland), Velkopřevorství Skotů (The Grand Priory of the Scots), Starodávný skotský vojenský řád templářských rytířů (The Ancient Scottish Military Order of Knights Templar), Konfederace skotských templářských rytířů (The Confederation of Scottish Knights Templar), Vojsko chrámu Skotska (Militi Templi Scotia) atd.
- Mezinárodní Řád gnostických templářů (The International Order of Gnostic Templars) – organizace údajně navazující na středověké templáře